# Metal duro
Metal duro é um compósito, que normalmente é de carbeto de tungstênio, produzido por metalurgia do pó. Esse material é obtido pela prensagem e sinterização de uma mistura de pós de carboneto e outros materiais de menor ponto de fusão, chamados ligantes (cobalto, níquel, titânio, cromo ou uma combinação deles).
Após a prensagem - na qual o pó compactado adquire a forma do molde - o composto já tem consistência suficiente para ser trabalhado em fábrica na forma desejada ou bem próximo da mesma. Ocorre a seguir o processo de sinterização, que é o aquecimento a uma temperatura suficiente para fundir o metal ligante, preenchendo então os vazios entre os grãos dos carbonetos. O resultado é um material de dureza elevada, entre 75 e 95 HRA, dependendo do teor de ligante e do tamanho de grão do carboneto. As maiores durezas são conseguidas com baixos teores de ligante e tamanho de grão reduzido. Por outro lado, maior tenacidade é obtida aumentando o teor de ligante e/ou aumentando o tamanho de grão.
Durante o processo de sinterização ocorre uma perda de volume, ocasionando contração do material. Linearmente essa contração pode ocasionar redução de 14% a 26% (45% a 60% em volume). A densidade do metal duro é bem alta, podendo ter o dobro do peso específico em relação ao aço. A dilatação térmica porém, sofre um efeito inverso, podendo seu coeficiente ser considerado a metade em comparação ao do aço.
As ferramentas de corte (onde a propriedade desejada é elevada dureza) têm teores baixos de ligante, menos de 5%. Já em discos de laminação - onde a resistência ao impacto passa a ser vital - é necessário haver uma redução da dureza para se conseguir um ganho de tenacidade. Nesse caso, dependendo da aplicação o teor de ligante pode chegar a 50% ou 70%.
O advento do metal duro ocorreu no final da década de 1920 na Alemanha, quando Karl Schröter conseguiu produzir em laboratório um material composto por pó de carboneto de tungstênio misturado ao de outros materiais como níquel ou cobalto. Após compactado e sinterizado, verificou-se que este material tinha muito boas propriedades como baixa porosidade, alta dureza e boa resistência ao desgaste. Isso gerou o segundo grande impulso na área dos materiais de ferramenta de corte (o primeiro foi com o surgimento do aço rápido).
Em 1927 o metal duro passou a ser usado em ferramentas de corte, introduzido por Fried. Krupp com o nome widia (de wie diamant do alemão, como diamante); fazendo referência à semelhança das propriedades desse material com as do diamante, (o que até certo ponto, pode ser um exagero. Materiais descobertos posteriormente como o CBN (nitreto cúbico de boro) apresentam mais semelhanças).
Com os metais duros, as velocidades de corte das ferramentas puderam ser aumentadas na usinagem de aço comum, trazendo ao mercado na década de 1930 um dos mais eficientes grupos de materiais para ferramentas de corte. Passou-se então a ser possível a usinagem de materiais endurecidos, como cilindros de ferro fundido para laminação. Novamente as velocidades de corte puderam ser aumentadas, dessa vez de tal maneira que houve um salto: de 35 m/min com os aços rápidos para 250 a 300 m/min com os metais duros. Porém, devido à sua alta dureza, essas ferramentas tendem à quebra quando submetidas a paradas repentinas ou esforços muito grandes. Para minimizar o problema algumas soluções foram apresentadas, como novas coberturas e geometrias de corte para seu maior rendimento e vida útil.
As peças de metal duro revolucionaram a indústria metalúrgica, pois permitiram avanços e velocidades de corte maiores no processo de usinagem. Também tornaram possível a fabricação de discos e anéis para cilindros de laminação com capacidade de laminar até 10 vezes mais entre reusinagens que os equivalentes em ferro fundido, reduzindo assim as trocas de cilindros que interrompiam a produção.
As várias aplicações do metal duro (que é fabricado pelo processo de metalurgia do pó) devem-se ao fato deste material possuir uma combinação de alta resistência ao desgaste e grande resistência à compressão.

## Características e propriedades
O carboneto de tungstênio tem como características principais sua alta densidade e grande fragilidade, consequência da dureza elevada. A resistência à compressão também se destaca, mas em contra partida não tem boa resistência à tração.
| Propriedades                                       | Valores            |
| Estrutura Cristalina                               | Hexagonal Compacta |
| Densidade (g/cm³)                                  | 15,7               |
| Módulo de Elasticidade (kN/mm²)                    | 696                |
| Coef. Dilatação Térmica Linear (20-400 °C), 10−6/K | 5,2                |
| Resistividade Elétrica (μcm)                       | 22                 |

Peças fabricadas em WC-Co (ou outros ligantes) mantém essas características, porém com valores menores.

## Histórico
O carboneto de tungstênio foi sinterizado pela primeira vez por um químico francês, Henri Moissan, nos anos 1890 porém o fabrico de ferramentas com carboneto de tungstênio puro é considerado muito difícil, pois são necessárias altíssimas temperaturas, acima de 2000 °C. Quando isso foi conseguido, percebeu-se que não servia para uso industrial, pois eram demasiadamente frágeis.
No início do século XX já se conhecia o aço rápido para usinagem de aço, e que sua elevada resistência mecânica e dureza se devia à presença de partículas muito duras de carbonetos em matriz metálica, que resultam da combinação de carbono e outros elementos do aço rápido como o tungstênio.
Devido à necessidade de se desenvolver um novo material para a ferramenta de cortar filamentos para lâmpadas incandescentes, foi num laboratório da fabrica de lâmpadas da Osram, na Alemanha, que Karl Schröter chegou à liga WC-Co, que pode ser sinterizada em temperaturas inferiores a 1500 °C.
Sua produção, pela Krupp-Widia's na fábrica de Essen, chegou a uma tonelada por mês ainda na década de 1930. Em 1944, limitada pela escassez do tungstênio, chegou a mais de 40 toneladas por mês.
Durante a Segunda Guerra Mundial o metal duro foi de grande contribuição, quando devido a grande escassez de tungstênio, deveria ser utilizado da forma mais eficiente possível, se percebeu que com um quilo de tungstênio transformado em metal duro se produzia muito mais e bem mais rapidamente, do que a um quilo de tungstênio transformado em aço rápido. Os alemães fizeram o possível para manter essa tecnologia em segredo durante a guerra, sendo que apenas as organizações Krupp detinham completo conhecimento da composição Widia.
As duas principais revoluções das ferramentas de corte de metal duro tiveram em um dos casos o envolvimento dos Estados Unidos, com o desenvolvimento da fixação por brasagem e no outro caso o envolvimento da Europa, com o desenvolvimento das tecnologias dos revestimentos.
O metal duro também começou a ser usado na indústria de mineração, sendo que em 1945 metade da produção era destinada aos bottoms bits usados em brocas de mineração. Da outra parte, 25% eram para as ferramentas de corte e o restante para peças diversas.

## Processo de fabricação
- Moagem

Após a preparação do carboneto de Tungstênio e outros que serão adicionados á liga, é necessário a preparação dos graus WC-Co. A mistura é feita de acordo com a composição desejada e processada em moinho de bolas ou atritos, durante algumas horas. Neste processo é utilizado um solvente, como hexano, heptano ou outros que se adeqúem. Também é nessa etapa que é adicionada a parafina, lubrificante sólido que inibe a oxidação enquanto pó e ajuda na prensagem dos compactos. Após a moagem, é feita a remoção do solvente e secagem do pó.
- Prensagem

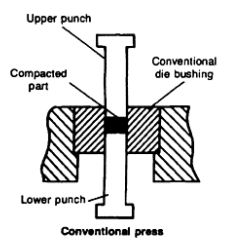
Prensagem unidirecional

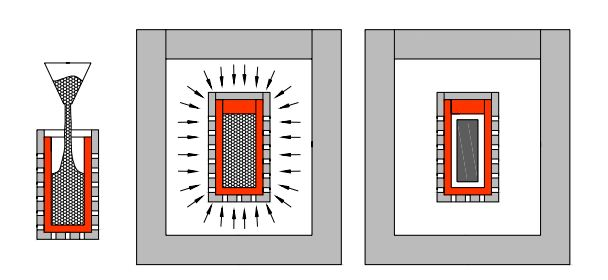
Prensagem isostática

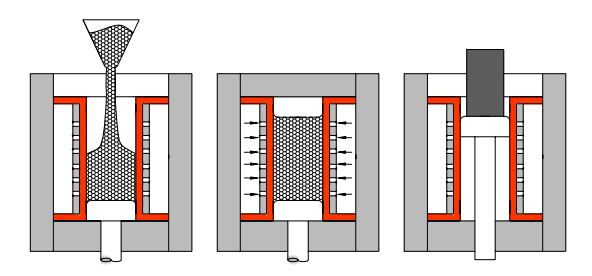
Prensagem dry bag

Existem três técnicas básicas para a compactação de pó, sendo as principais a prensagem unidirecional, a prensagem isostática e a prensagem dry bag:
- Prensagem unidirecional - É muito utilizada para fabricação de peças de pequeno porte e geometria simples. É uma excelente técnica para prensagem direta, ou seja, quando não há necessidade de usinagem do compacto "em verde", como é chamado antes de ser sinterizado. Esse tipo de  prensagem é feita por prensa hidráulica, com pressões variando entre 50 - 100 N/mm² aplicada apenas na direção do eixo, normalmente utilizando um molde e dois punções; um superior e outro inferior, com o perfil desejado na peça, considerando a contração na sinterização. Nesse processo, o molde é fechado pelo punção inferior e preenchido com pó, o punção superior faz a compactação e logo após a mesa com o molde é movida para baixo, fazendo com que ocorra a extração pelo punção inferior.

- Prensagem isostática (CIP Dry Bag) - Esse é método é amplamente utilizado, pois permite a prensagem de peças de médio a grande porte. Também confere aos compactos densidade mais uniforme, principalmente nos casos de maior espessura, pois a prensagem ocorre em todas as direções. Sendo que não necessita a adição de lubrificante sólido ao pó e as peças após a prensagem, requerem usinagem do compacto em verde. Nesse processo, uma cápsula flexível com a pré-forma da peça a ser prensada, geralmente de látex, é preenchida com pó e inserida em um molde também com a pré-forma da peça, normalmente metálico e com perfurações nas paredes, que interligam a parte externa à interna. Essa montagem, é suspensa em um líquido compressível no interior de um vaso de pressão. A pressão é aplicada e a compressão do líquido no interior do vaso origina a compressão da cápsula flexível por todos os lados, densificando o pó homogeneamente e lhe conferindo a forma do molde. A pressão aplicada pode variar de 200 a 300 MPa.

- Prensagem dry bag (monostática) - Esse método tem o processo muito semelhante à prensagem isostática, porém o tipo de peça e o resultado da compactação e é semelhante à prensagem unidirecional. Em geral é utilizado para prensagem de peças pequenas e cilíndricas. Nesse processo, é utilizado pó com lubrificante, o molde é integrado à câmara de pressão que possui uma membrana flexível, a qual contém água em seu interior. No momento da prensagem, a compressão da água é feita apenas na direção radial, que força a membrana a comprimir o pó, compactando-o com a forma do molde.

Também é possível a obtenção de barras por meio de extrusão. O pó com uma consistência pastosa é comprimido por um fuso, processo semelhante ao utilizado na injeção de plástico, e passa por um orifício com a forma geométrica desejada para a secção da barra. Esse método também é utilizado para fabricação de brocas.
- Usinagem

O compacto ainda em verde, pode ser usinado com ferramentas e técnicas especiais. Podem ser realizadas operações de torneamento, corte, fresamento e retificação, utilizando ferramentas de diamante ou discos e rebolos diamantados. Durante as operações, é necessário muito atenção ao manusear as peças, pois a consistência nesse estágio é semelhante à de um giz. Pelas características pirofóbicas do composto, também são necessários cuidados especiais, pois as faíscas geradas pela usinagem podem causar incêndio, ou a queima do pó. Para a fixação das peças nas máquinas, são comumente utilizados dispositivos em grafite.
- Sinterização

A utilização de fornos especiais com atmosfera controlada é uma necessidade para a boa realização desse processo. Os dois processos mais utilizados são, à vácuo e HIP (hot isostatic pressure)
- Acabamento

Para realizar a usinagem de acabamento nas peças, é basicamente necessário o uso de diamante, por meio de rebolos, insertos e pastas, porém também é possível a usinagem de uma classe menos dura por uma ferramenta numa classe mais dura. Existem outros processos como eletro-erosão e laser, que também podem ser utilizados na fase de acabamento.

## Aplicações industriais
- Siderurgia

Rolos de laminação, fieiras de trefilação, roletes de guia, ferramentas para fabricação de pregos, ferramentas para fabricação de arames, etc.
- Indústria metalmecânica

Ferramentas de usinagem (brocas, fresas, alargadores, insertos, etc.).
- Mineração

Pastilhas e botões para brocas de perfuração, panelas para moinhos vibratórios.
- Embalagens metálicas

Ferramentas para corte e conformação.
- Embalagens de papelão

Facas, discos de corte e vinco.
- Automotiva

Matriz para extrusão de eletrodo de velas, insertos para furação de lona de freio, brochas para acabamento de bronzinas, etc.
- Óleo & Gás

Bicos, sedes, esferas, selos, etc.
- Alimentos

Componentes de moinhos e trituradores no processamento de açaí, palma, cacau, etc.
- Tintas

Pinos de agitação, bicos de atomização, palhetas de misturadores, etc.